# Ise, Mie
Ise (伊勢市 (Y Thế thị) Ise-shi) là thành phố thuộc tỉnh Mie, Nhật Bản. Tính đến ngày 1 tháng 10 năm 2020, dân số ước tính thành phố là 122.765 người và mật độ dân số là 590 người/km2. Tổng diện tích thành phố là 208,3 km2.

## Địa lý

### Đô thị lân cận
- Mie
  - Toba
  - Shima
  - Minamiise
  - Watarai
  - Tamaki
  - Meiwa

### Khí hậu
| Dữ liệu khí hậu của Obata, Ise           | Dữ liệu khí hậu của Obata, Ise | Dữ liệu khí hậu của Obata, Ise | Dữ liệu khí hậu của Obata, Ise | Dữ liệu khí hậu của Obata, Ise | Dữ liệu khí hậu của Obata, Ise | Dữ liệu khí hậu của Obata, Ise | Dữ liệu khí hậu của Obata, Ise | Dữ liệu khí hậu của Obata, Ise | Dữ liệu khí hậu của Obata, Ise | Dữ liệu khí hậu của Obata, Ise | Dữ liệu khí hậu của Obata, Ise | Dữ liệu khí hậu của Obata, Ise | Dữ liệu khí hậu của Obata, Ise |
| Tháng                                    | 1                              | 2                              | 3                              | 4                              | 5                              | 6                              | 7                              | 8                              | 9                              | 10                             | 11                             | 12                             | Năm                            |
| ---------------------------------------- | ------------------------------ | ------------------------------ | ------------------------------ | ------------------------------ | ------------------------------ | ------------------------------ | ------------------------------ | ------------------------------ | ------------------------------ | ------------------------------ | ------------------------------ | ------------------------------ | ------------------------------ |
| Cao kỉ lục °C (°F)                       | 18.1 (64.6)                    | 20.5 (68.9)                    | 25.3 (77.5)                    | 30.7 (87.3)                    | 33.1 (91.6)                    | 36.0 (96.8)                    | 38.5 (101.3)                   | 38.8 (101.8)                   | 37.8 (100.0)                   | 30.4 (86.7)                    | 25.6 (78.1)                    | 25.4 (77.7)                    | 38.8 (101.8)                   |
| Trung bình ngày tối đa °C (°F)           | 9.5 (49.1)                     | 10.2 (50.4)                    | 13.8 (56.8)                    | 19.4 (66.9)                    | 24.0 (75.2)                    | 26.8 (80.2)                    | 31.0 (87.8)                    | 32.2 (90.0)                    | 28.3 (82.9)                    | 22.7 (72.9)                    | 17.1 (62.8)                    | 11.9 (53.4)                    | 20.6 (69.0)                    |
| Trung bình ngày °C (°F)                  | 4.8 (40.6)                     | 5.2 (41.4)                     | 8.5 (47.3)                     | 13.8 (56.8)                    | 18.7 (65.7)                    | 22.2 (72.0)                    | 26.3 (79.3)                    | 27.2 (81.0)                    | 23.7 (74.7)                    | 17.9 (64.2)                    | 12.1 (53.8)                    | 7.0 (44.6)                     | 15.6 (60.1)                    |
| Tối thiểu trung bình ngày °C (°F)        | 0.2 (32.4)                     | 0.5 (32.9)                     | 3.3 (37.9)                     | 8.4 (47.1)                     | 13.9 (57.0)                    | 18.4 (65.1)                    | 22.6 (72.7)                    | 23.4 (74.1)                    | 19.9 (67.8)                    | 13.6 (56.5)                    | 7.2 (45.0)                     | 2.2 (36.0)                     | 11.1 (52.0)                    |
| Thấp kỉ lục °C (°F)                      | −5.7 (21.7)                    | −6.0 (21.2)                    | −3.9 (25.0)                    | −1.8 (28.8)                    | 4.8 (40.6)                     | 10.0 (50.0)                    | 15.7 (60.3)                    | 16.0 (60.8)                    | 10.2 (50.4)                    | 3.1 (37.6)                     | −1.7 (28.9)                    | −4.9 (23.2)                    | −6.0 (21.2)                    |
| Lượng Giáng thủy trung bình mm (inches)  | 63.3 (2.49)                    | 68.3 (2.69)                    | 121.3 (4.78)                   | 134.2 (5.28)                   | 188.1 (7.41)                   | 213.7 (8.41)                   | 181.7 (7.15)                   | 160.2 (6.31)                   | 319.2 (12.57)                  | 258.4 (10.17)                  | 95.8 (3.77)                    | 66.6 (2.62)                    | 1.870,8 (73.65)                |
| Số ngày giáng thủy trung bình (≥ 1.0 mm) | 5.4                            | 5.9                            | 9.6                            | 9.6                            | 10.3                           | 12.6                           | 11.3                           | 8.9                            | 11.3                           | 10.6                           | 6.5                            | 5.6                            | 107.6                          |
| Số giờ nắng trung bình tháng             | 173.1                          | 163.3                          | 182.2                          | 190.5                          | 191.1                          | 137.3                          | 174.8                          | 208.2                          | 150.1                          | 157.9                          | 159.4                          | 174.7                          | 2.059,8                        |
| Nguồn: Cục Khí tượng Nhật Bản            |                                |                                |                                |                                |                                |                                |                                |                                |                                |                                |                                |                                |                                |